# 大久保彦左衛門 (テレビドラマ)
『大久保彦左衛門』（おおくぼひこざえもん）は、1973年10月7日から1974年6月30日までフジテレビの『白雪劇場』枠で放送されていた関西テレビ製作の時代劇である。小西酒造の一社提供。全39話。放送時間は毎週日曜 21:00 - 21:55 （日本標準時）。

## 概要
徳川家光に仕える天下の御意見番・大久保彦左衛門が一心太助の協力の下、悪事を働く奉行や大名らと対決して庶民の平穏な生活を守る様を描いた作品。
本作の放送開始以降、フジテレビの日曜21:00枠は2007年1月14日に『発掘!あるある大事典II』が打ち切りになるまでの間、長らく関西テレビ製作枠となっていた。

## キャスト
- 大久保彦左衛門：進藤英太郎
- 一心太助：関口宏
- 徳川家光：中尾彬
- 春日局：木暮実千代
- 酒井忠勝：天田俊明
- 服部半蔵：藤岡重慶
- 天海：金子信雄
- 笹尾喜内：柳沢真一
- なつめ：小山明子
- お仲：市毛良枝
- うめの：石井富子
- おきぬ：麻田ルミ
- 桂三枝（後の六代桂文枝）
- 山川伝兵衛：左右田一平
- 占部新太郎：宮内司郎

## スタッフ
- 脚本：結束信二
- 演出：内海佑治、岡林可典

## 放送日程
| 話数 | サブタイトル                 | 放送日     | 演出     | ゲスト                                                                                                   |
| ---- | ---------------------------- | ---------- | -------- | --- |
| 1    | 駿河台はあかね雲             | 1973/10/7  | 内海佑治 | |
| 2    | 江戸の空に関ヶ原の風         | 1973/10/14 | 内海佑治 | 田畑猛雄 / 田中直行                                                                                      |
| 3    | 日本一の城下町               | 1973/10/21 | 内海佑治 | 鳥居恵子 / 森次晃嗣                                                                                      |
| 4    | 光って遠い西の空             | 1973/10/28 | 内海佑治 | 土橋平四郎：浜田光夫 / 雪江：梶三和子                                                                    |
| 5    | 将軍上洛                     | 1973/11/4  | 内海佑治 | 惣兵衛：武藤英司 / 原健策                                                                                |
| 6    | 江戸ッ子長屋                 | 1973/11/11 | 内海佑治 | 屋代越中守信光：坂口徹 / 屋代信定：水島道太郎 / 次郎太：荒谷公之 / 佐代：本阿弥周子                      |
| 7    | 母子星                       | 1973/11/18 | 内海佑治 | |
| 8    | 相討ち白装束                 | 1973/11/25 | 内海佑治 | 井上新八郎：佐々木功 / おその：田中真規子                                                                |
| 9    | 風魔の果て                   | 1973/12/2  | 岡林可典 | 有川博 / 八代修理介：河津清三郎 / 五郎太：植村謙二郎 / 十郎太：垂水悟郎                                  |
| 10   | 武士の姿                     | 1973/12/9  | 岡林可典 | 一色隼人：伊吹吾郎                                                                                       |
| 11   | 鷹狩り                       | 1973/12/16 | 岡林可典 | 美佐：木内みどり / 川勝丹羽守：谷口完                                                                    |
| 12   | 牢獄の武士                   | 1973/12/23 | 岡林可典 | 藤川釆女：津川雅彦 / おしげ：葉山葉子 / 伝蔵：黒木進 / 銀十郎：小林勝彦 / 小五郎：森下鉄朗               |
| 13   | 年の瀬の戦場                 | 1973/12/30 | 岡林可典 | 大槻宗兵衛：川地民夫 / 猪又頼母：酒井哲                                                                  |
| 14   | 城内刃傷                     | 1974/1/6   | 内海佑治 | 三浦啓四郎：永井秀和 / 三浦妙：今出川西紀 / 山名将監：志摩靖彦                                           |
| 15   | 毒茶献上                     | 1974/1/13  | 内海佑治 | 松平右京：田口計 / 安藤弥五郎：加藤嘉 / 小金井主膳：高原駿雄                                             |
| 16   | 春のさきがけ                 | 1974/1/20  | 内海佑治 | 伝八郎：和田浩治 / その江：岡田可愛                                                                      |
| 17   | いつか末広                   | 1974/1/27  | 内海佑治 | 石山五郎兵衛：佐藤英夫 / 石山さよ：服部妙子 / 島崎三平：池田秀一                                         |
| 18   | 烏帽子親の月                 | 1974/2/3   | 内海佑治 | 中島左内：島田順司 / 宮田蔵人：鈴木智 / 万蔵：遠藤太津朗                                                 |
| 19   | 神君お墨付                   | 1974/2/10  | 内海佑治 | 弓恵子 / 増田順司 / 山村弘三                                                                             |
| 20   | 武士の日の香り               | 1974/2/17  | 岡林可典 | 荒木田：有島一郎 / 清太：金森精二郎                                                                      |
| 21   | 身代り直参旗本               | 1974/2/24  | 岡林可典 | 佐々木半四郎：伊藤孝雄 / 佐々木夏：日色ともゑ / 梶原内記：斉隠寺忠雄 / 弁天の岩五郎：小田部通麿          |
| 22   | 桃の花の咲く日               | 1974/3/3   | 岡林可典 | 青山君之助：太田博之 / 青山忠俊：岡田英次 / 弥平次：浜村純 / たま江：珠めぐみ / 植木屋の新吉：亀石征一郎 |
| 23   | 恋の辻占                     | 1974/3/10  | 岡林可典 | 阿部左衛門：三上真一郎 / 国分屋松兵衛：澤村宗之助 / おとせ：二宮さよ子 / 四条公彦 / 三田雅美             |
| 24   | 坊主丸もうけ                 | 1974/3/17  | 内海佑治 | 達兵衛：平参平                                                                                           |
| 25   | あゝ青春                     | 1974/3/24  | 内海佑治 | 矢之吉：望月太郎 / たえ：鈴木光枝 / 三谷新十郎：五味龍太郎                                               |
| 26   | 天下騒乱の兆あり             | 1974/3/31  | 内海佑治 | 真崎天玄：日下武史 / お美和：桐生かほる                                                                  |
| 27   | 桜吹雪の下                   | 1974/4/7   | 岡林可典 | 啓之助：河原崎建三 / りえ：岩井友見 / 幸右衛門：小林昭二                                                 |
| 28   | 祈りの剣                     | 1974/4/14  | 岡林可典 | 吉友定光：花沢徳衛 / 吉友たづ：志摩みずえ / 定助：綿引洪 / 阿部出羽守：森山周一郎                        |
| 29   | 赤い陣羽織                   | 1974/4/21  | 岡林可典 | 利助：佐藤博 / おこう：早瀬久美 / 夏川銀十郎：峰岸隆之介                                                 |
| 30   | 襲撃前夜                     | 1974/4/28  | 岡林可典 | 源一郎：藤木敬士 / 要左衛門：田畑実行 / お常：宮井えりな                                                 |
| 31   | 向刃の中の男                 | 1974/5/5   | 岡林可典 | 柳生十兵衛：若林豪                                                                                       |
| 32   | 御用月夜                     | 1974/5/12  | 岡林可典 | 井上伊織：岡本富士太 / 伴新左：瀬川菊之丞 / おりょう：小野恵子                                           |
| 33   | 旗本黄金夜叉                 | 1974/5/19  | 内海佑治 | 勘助：草薙幸二郎 / 富蔵：宮部昭夫 / 宮部伝十郎：高城丈二 / 藤沢薫                                        |
| 34   | 二人の摘み草                 | 1974/5/26  | 内海佑治 | |
| 35   | 決死の首途（かどで）の握り飯 | 1974/6/2   | 内海佑治 | 松浦浩之助：佐々木剛 / 堀内帯刀：加藤嘉 / 竹下松兵衛：竜崎勝                                             |
| 36   | 紙人形千両                   | 1974/6/9   | 内海佑治 | あや：高田敏江 / 万五郎：土屋嘉男 / おせつ：酒井靖乃                                                     |
| 37   | くるくる廻れ風車             | 1974/6/16  | 内海佑治 | 川波頼母：小坂一也 / 源蔵：江幡高志 / 渥美国泰 / 山口幸生                                                |
| 38   | 鯛は鯛でも                   | 1974/6/23  | 内海佑治 | 幸右衛門：多々良純 / 土屋主水：山下洵一郎                                                                |
| 39   | 天下の御意見番               | 1974/6/30  | 内海佑治 | 丑五郎：澤村宗之助 / 権兵衛：五味龍太郎                                                                  |

## 放送局
特記の有るもの以外の放送時間は全て、日曜 21:00 - 21:55、同時ネット
- 関西テレビ（制作局）
- フジテレビ
- 北海道文化放送[1]
- 青森放送（日本テレビ系列）：月曜 16:00 - 16:55
- 秋田テレビ[2]
- 山形テレビ[3]
- 仙台放送[4]
- 富山テレビ[5]
- 石川テレビ[5]
- 福井テレビ[5]
- 長野放送[6]
- テレビ静岡[7]
- 東海テレビ[8]
- 山陰中央テレビ[9]
- 中国放送（TBS系列）：月曜16:00 - 17:00[10]
- 西日本放送（日本テレビ系列）：日曜 15:00 - 15:55[11]
- テレビ愛媛[12]
- テレビ西日本[13]
- テレビ長崎（当時フジ・日テレ両系列のクロスネット局）：土曜 22:30 - 23:25[13]
- 沖縄テレビ[14]